# Сырск
Сырск (бел. Сырск) — деревня, 30 ноября 2007 года включена в состав городского посёлка Корма, до этого в составе Коротьковского сельсовета Кормянского района Гомельской области Беларуси.

## География

### Расположение
Рядом с западной окраиной Кормы, в 55 км от железнодорожной станции Рогачёв (на линии Могилёв — Жлобин), в 110 км от Гомеля.

### Гидрография
На реке Кормянка (приток реки Сож).

## Транспортная сеть
Транспортные связи по автодорогам, которые идут из Кормы. Планировка состоит из 2 прямолинейных, параллельных между собой широтных улиц, соединённых переулками. К северной улице присоединяются с севера 2 короткие улицы. Застроена двусторонне, преимущественно деревянными домами усадебного типа.

## История
Согласно письменным источникам известна с XVIII века как деревня в Речицком повете Минского воеводства Великого княжества Литовского. После 1-го раздела Речи Посполитой (1772 год) в составе Российской империи. Согласно ревизии 1816 года собственность казны. В 1858 года во владении помещицы П. Ф. Дернолович. С 1880-х годов действовал хлебозапасный магазин. Согласно переписи 1897 года действовали хлебозапасный магазин, 2 ветряные мельницы, круподёрка, трактир. В 1909 году 606 десятин земли.
В 1930 году организован колхоз имени С. М. Будённого, работали ветряная мельница, кузница, санно-тележная мастерская. В 1966 году к деревне присоединена соседняя деревня Мастеровая Слобода. В составе колхоза «Победа» (центр — деревня Новая Зеньковина).

## Население

### Численность
- 2004 год — 220 хозяйств, 486 жителей.

### Динамика
- 1858 год — 42 двора, 317 жителей.
- 1897 год — 63 двора, 443 жителя (согласно переписи).
- 1909 год — 81 двор, 592 жителя.
- 1959 год — 609 жителей (согласно переписи).
- 2004 год — 220 хозяйств, 486 жителей.